# حطیب
حُطَیب روستایی در استان صنعا در باختر یمن است. این روستا در کوه حراز که سرزمینی کوهستانی میان صنعا و الحدیده می باشد، جای گرفته‌است.
روستای حطیب بر روی سکویی از ماسه سنگ قرمز ساخته شده‌است ، رو به چشم‌‎انداز تپه‌های پلکانی‌ای که میزبان شمار فراوانی روستا است.

## تاریخچه
بر پایهٔ گزاارش‌های تاریخی ، این روستا زمانی دژ خاندان صلیحیان بود که در سده یازدهم برای نگاهبانی خود در برابر یورش‌های دشمن ، این روستا را بنیاد کردند.
این مرکز به عنوان یک نقطهٔ راهبردی از کل سرزمین باختری جبل حراز نگاهبانی می‌کرد.
این دهکده که هر دو معماری باستان و مدرن را با ویژگی‌های روستایی و شهری درهم آمیخته ، اکنون دژ مردمان بوهره داوودی است.

## آب و هوا
گرچه این روستا در بلندای تا ۳۲۰۰ متری سطح زمین جای گرفته‌است ، جو پیرامون روستا گرم و معتدل است.

## آثار
آرامگاه مبلغ بوهرایی سوم؛ داعی مطلق حاتم بن ابراهیم الحامدی در این روستا واقع شده است. این روستا همچنین دارای دو مدرسه و دو مسجد به نام‌های مسجد حاتمی و مسجد منصور الیمن است. غار برکت (به زبان عربی کهف نعیم نامیده می‌شود) در زیر دژ حطیب واقع شده است.

## بن‌مایه
- همکاری‌کنندگان ویکی‌پدیا، «hutayb»، ویکی‌پدیای انگلیسی، دانشنامهٔ آزاد (بازیابی ۰۷ دی ۱۳۹۹).